# Enmienda Clark
La Enmienda Clark fue una enmienda a la Ley de Control de Exportación de Armas de EE. UU. de 1976, nombrada así por su patrocinador, el senador Dick Clark (D-Iowa). La enmienda prohibió la ayuda a grupos privados involucrados en operaciones militares o paramilitares en Angola.
Incluso después de que la Enmienda Clark se convirtiera en ley, el Director de la Inteligencia Central, George HW Bush, se negó a admitir que toda la ayuda estadounidense a Angola había cesado. Según la analista de asuntos exteriores Jane Hunter, Israel intervino como proveedor de armas de los Estados Unidos después de que la Enmienda Clark entró en vigor. La Enmienda fue derogada por el Congreso en julio de 1985.
Al visitar Washington D. C. el 5 de octubre de 1989, el líder guerrillero angoleño Jonas Savimbi elogió al grupo de expertos de derecha Fundación Heritage en nombre de su organización, UNITA, por abogar por la derogación de la Enmienda Clark.